# 明戈 (密蘇里州)
明戈（英語：Mingo），又名格林德爾（Grindle），是位於美國密蘇里州斯托達德縣的非建制地區。

## 歷史
名為格林德爾的郵局於1895年設立，其後於1898年停運。名為明戈的郵局於1899年設立，其後於1952年停運。

## 地理
明戈所處的海拔為高於海平面106米（即348英呎），而該地所採用的時區為UTC-6，即北美中部時區（CST）。同時該地設有夏令時間，為UTC-6調快一小時，即UTC-5（CDT）。